# Max Seiffert
Pour les articles homonymes, voir Seiffert.
Max Seiffert (9 février 1868 - 13 ou 15 avril 1948) est un musicologue allemand, éditeur de musique ancienne.

## Biographie
Seiffert, fils d'un enseignant, naît le 9 février 1868 à Beeskow et suit des études à Berlin auprès de Philipp Spitta. Sa thèse de doctorat, intitulée Jan Pieterszoon Sweelinck und seine direkten deutschen Schüler (Jan Pieterszoon Sweelinck et ses élèves allemands) a été soutenue en 1891 à l'université de Berlin.
En tant que secrétaire permanent de la commission prussienne des monuments, Seiffert publie en 1892 le premier volume des Monuments de l'art musical allemand (Denkmäler deutscher Tonkunst, DDT). À partir de 1909, il enseigne à l'université des arts de Berlin et à l'académie de musique d'église (Akademie für Schul- und Kirchenmusik) de la même ville. En 1928, il reçoit un doctorat honoris causa de l'université de Kiel.
Il devient membre du Parti nazi en 1935. De 1935 à 1942, il est directeur de l'institut national allemand de la recherche en science musicale (Staatlichen Instituts für deutsche Musikforschung) qu'il a déjà conduit depuis 1921, commissionné par l'institut princier de recherche musicale de Bückeburg (Fürstliches Forschungsinstitut für Musikwissenschaft in Bückeburg). En 1938, il reçoit la Médaille Goethe pour l'art et la science.
Après la Seconde Guerre mondiale, il vit à Schleswig où il meurt le 13 avril 1948.

## Écrits
Seiffert a transcrit, entre autres publications, des œuvres de Bach, Buxtehude, Johann et Johann Philipp Krieger, Leopold Mozart, Pachelbel, Heinrich Scheidemann, Scheidt, Sweelinck, Telemann, Tunder, Walther, Weckmann et Zachow.
Des lettres de Seiffert sont conservées aux archives nationales de Leipzig.